# Paratinga
Paratinga is een gemeente in de Braziliaanse deelstaat Bahia. De gemeente telt 29.874 inwoners (schatting 2009).

## Aangrenzende gemeenten
De gemeente grenst aan Bom Jesus da Lapa, Boquira, Ibotirama, Macaúbas, Muquém de São Francisco, Oliveira dos Brejinhos en Sítio do Mato.

## Galerij

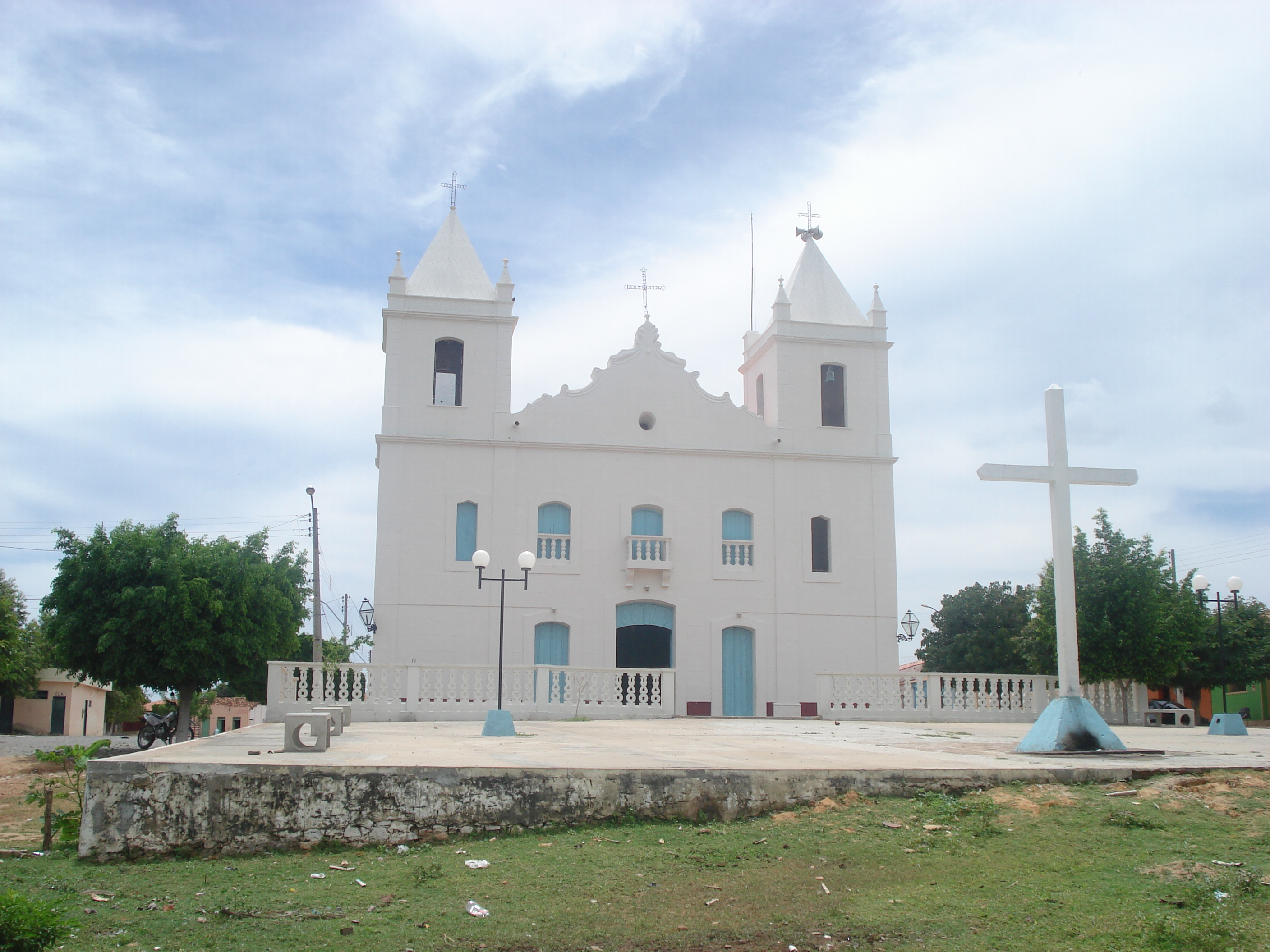
Katholieke kerk Santo Antônio in Paratinga